# ISO 9000
ISO 9000系列標準是國際標準化組織設立的標準，與品質管理系統有關。ISO 9000系列不僅是新創的一種品保制度，而是將一個組織正常所應該執行的工作方向，綜合參考現有的管理工具做有系統的規劃。

## ISO 9000 改版進程
- ISO 9000:1987，自英國標準BS 5750。[3]
- ISO 9000:1994，透過防範措施，以達到品質的保證。它需要公司能提出符合品質保證的證明。不幸地，公司傾向製作大堆的過程文件，使ISO標準局的人員陷於重擔之中。[4]
- ISO 9000:2000，透過過程表現指標，提高效率，以減少過於着重文件證明的弊病。公司可透過清晰的證明以引證生產過程能運作順利。此修訂亦點明了要有持續的生產過程改進，以及了解顧客的滿意度。[2]
- ISO 9000:2008，自2007年6月第32届SC2会议后，新版ISO9001标准将进入DIS阶段。2008年5月进入FDIS阶段，计划2008年10月正式发ISO9001:2008标准。[5]
- ISO 9000:2015，目前發展到IS版。[6]

國際標準化組織在正式發佈改版條文之前，會經過4大修改階段。依據國際標準化組織表示，所有相關利益團體都可以提交反饋，經由市場調查和全球企業意見回饋，進而推出新版條文。通常來說ISO 9000系列之改版逢5年進行小改，通常會設定2年之改版轉換期限；另逢10年進行較大幅度之改版作業，改版轉換期限通常會設3年。但每個改版之內容狀況及轉版期限仍會每個版本實際之運作狀況來決定。
1. 委員會草案版（Committee Draft，CD版）[7]
2. 國際標準草案版（Draft International Standard，DIS版）[7]
3. 最終版國際標準草案（Final Draft International Standard，FDIS版）[7]
4. 國際標準（International Standard，IS版）[7]

### 特規版本
一間企業不一定要獲得第三方機構認證，也能滿足 ISO 9000 標準。由於申請ISO認證的費用高昂，進而導致許多公司改採其他標準，如IC 9700或IC 9200，但ISO 9000仍是被廣泛接受的國際標準。伊朗甚至直接把ISO 9000作為國家標準的範本，如IR 9000。
還有中国大陆的GB/T 19000-2000；或者是台灣的CNS 12680。

## 1987年版
ISO 9000:1987，供應商選擇的標準。由 ISO/TC 176 品質管理與品質保證技術委員會下所屬SC2品質系統分科委員會所編訂，1987年3月公布。ISO 9000:1987此時有ISO 9001、ISO 9002、ISO 9003、ISO 9004四個子標準。國際標準化組織依據英國 BS 5750 標準制訂了 ISO 9001－ISO 9003 標準（1987年版），而 BS 5750 乃參考美國軍方標準MIL-STD-9858A而訂定；美軍為確保軍需物資的品質保證與可信賴度，並於合約中規定軍火承包商需滿足 MIL-STD-9858A 需求。
ISO 9001: 1987主要是以採購者的立場而建立，出發點為稽核物品的採購正確無誤，要求供應商依據品質系統要項實施各項品質保證活動，強調品質系統文件化，包括品質手冊、程序、作業說明及品質記錄……等。由於歐盟對製造業輸入該區產品要求須符合ISO規範，造成 ISO 9001－ISO 9003 由參考標準轉換成驗證用標準，成為外部品質保證要求；ISO 9004 則為相對應的要求，指導企業內該如何推動品質活動，既可滿足外部要求，也能符合內部管理的內部品質保證。

### 合約保證模式
- ISO 9001：QA model，設計／開發、生產、安裝、售後服務[14]。
- ISO 9002：QC model，生產與安裝[14]。
- ISO 9003：QI model，最終檢驗與測試[14]。

### 內部管理模式
- ISO 9004：品質管理與品質系統實施要項指導綱要[14]。

## 2000年版
ISO 9000:2000，制度自主管理的國際通識標準
- ISO 9001：QA＋QM
- 系統與流程（System＋Process）
- 培訓與能力（Training＋competence）

### 四項核心標準
ISO 9004 提供如何利用品質管理提升組織績效的方法。與 ISO 9001 不同，ISO 9004 不需要經過認證。
1. ISO 9000：《品質管理體系－基础和术语》[20]
2. ISO 9001：《品質管理體系－要求》[20]
3. ISO 9004：《组织持续成功管理－一种质量管理方法》[20]
4. ISO 19011：《品質和（或）環境管理體系審核指南》[20]

### 七項品質管理原則
1. 以客為尊（Customer Focus）[21]
2. 領導統御（Leadership）[21]
3. 全员投入（Engagement of People）[21]
4. 過程方法（Process Approach）[21]
5. 持續改善（Improvement）[21]
6. 決策有據（Evidenced-based Decision Making）[21]
7. 關係管理（Relationship Management）[21]

### 审核（audit）
审核准则：用做依据的一组方针、程序或要求。

审核证据：与审核准则有关的并且能够证实的记录、事实陈述或其他信息。审核证据可以是定性的或定量的。

过程：一组将输入转化为输出的相互关联或相互作用的活动。
- 为获得审核证据并对其进行客观的评价，以确定满足审核准则的程度所进行的系统的、独立的并形成文件的过程。
- 内部审核，有时称第一方审核，用于内部目的，有组织自己或以组织的名义进行，可作为组织自我合格声明的基础。
- 外部审核包括通常所说的“第二方审核”和“第三方审核”。第二方审核由组织的相关方“顧客”或其他人员以相关方的名义进行。
- 第三方审核由外部独立的组织进行。这类组织提供符合要求的认证或注册。
- 當品質和環境管理體系被一起審核時，这种情况称为“一体化审核”。
- 當兩個或兩個以上審查機構合作，共同審核同一個受審核方時，這種情況稱為“聯合審查”。

## 2015年版
ISO 9000:2015，永續品質經營的（供應鏈）標準
- 加入組織背景和領導能力（Add organization Context & Leadership）
- 風險思考（Risk thinking……）
- 績效改善（Performance improvement）

### 高階管理架構
|                                | 提供一個可供應未來25年，或更長遠未來所使用之穩定的核心管理要求 |
| ——TC176 /SC2主席Nigel H. Croft |                                                                |

ISO Directive Annex SL
- ISO技術管理局（TMB）委託聯合技術協調小組（JTCG）開發，適用所有管理系統結構標準，與相同核心文本。[24]
- 最初被稱為指南草案83（Draft Guide 83），在2012年4月，它被修訂的ISO指令（ISO Directives）作為附件SL（Annex SL）出版[25]

### Annex SL
Annex SL描述了一個通用的管理系統的架構。在架構增加各管理特定的要求，即將成為滿足各管理系統標準，如：品質（ISO 9001）、環境（ISO 14001）、食品安全（ISO 22000）和能源管理系統 （页面存档备份，存于）。
ISO Annex SL 10大章節：
1. 範圍（Scope）
2. 引用標準（Normative references）
3. 用語與定義（Terms and Definitions）
4. 組織環境（Context of Organization）
5. 領導（Leadship）
6. 規劃（Planning）
7. 支援（Support）
8. 營運（Operation）
9. 績效評估（Performance Evaluation）
10. 改善（Improvement）

## 外部連結
- （英文） ISO 9000 family ISO 9000 - Quality management（页面存档备份，存于）
- （英文） ISO Certification（页面存档备份，存于）
- （英文） ISO Certifications and consulting（页面存档备份，存于）
- （英文） ISO Certifications and consulting（页面存档备份，存于）
- （英文） ISO Certifications and consulting
- ISO Certifications and best consulting